# Tromen
Der Tromen ist ein Vulkan in den Anden Patagoniens. Der 4114 Meter hohe Stratovulkan liegt im Norden der argentinischen Provinz Neuquén.
Der Hauptkrater hat einen Durchmesser von 500 Meter.